# Hermine Schröder
Hermine Schröder, nata Wüst (12 febbraio 1911 – 9 agosto 1976), è stata una pesista tedesca.

## Palmarès

### Europei
- 1 medaglia:
  - 1 oro (Vienna 1938 nel getto del peso)